# Limmen
Limmen är en sjö i Bengtsfors kommun i Dalsland och ingår i Göta älvs huvudavrinningsområde. Sjön är 14,5 meter djup, har en yta på 2,39 kvadratkilometer och befinner sig 119,2 meter över havet.

## Delavrinningsområde
Limmen ingår i det delavrinningsområde (656126-130517) som SMHI kallar för Utloppet av Limmen. Medelhöjden är 169 meter över havet och ytan är 24,5 kvadratkilometer. Det finns inga avrinningsområden uppströms utan avrinningsområdet är högsta punkten. Suledsälven som avvattnar avrinningsområdet har biflödesordning 4, vilket innebär att vattnet flödar genom totalt 4 vattendrag innan det når havet efter 251 kilometer. Avrinningsområdet består mestadels av skog (83 procent). Avrinningsområdet har 2,89 kvadratkilometer vattenytor vilket ger det en sjöprocent på 11,8 procent.